# مقدمات نوازندگی درام
در نوازندگی درام، یک رودیمان (به انگلیسی: Rudiment)، الگویی نسبتاً کوچک در ساختارهای بلند و پیچیده‌تر جریان‌های ریتمیک (به انگلیسی: Groove) است. اصطلاح «رودیمان» (در زبان انگلیسی) نه تنها به معنای مقدماتی، بلکه به معنای «اساسی» است. با اینکه تمام قطعات نواخته شده توسط درام، قابلیت تجزیه به رودیمان‌های متعدد را دارند، اصطلاح «رودیمان درام» بیشتر برای آموزش نوازندگی درام مورد استفاده قرار می‌گیرد.
سایت Rudimentaldrumming.com اصطلاح «رودیمان درام» را به عنوان «مطالعهٔ همگام‌سازی» تعریف می‌کند. جامعهٔ هنرهای کوبه‌ای این اصطلاح را به عنوان روشی به خصوص برای یادگیری درام معرفی می‌کند. به گونه‌ای که نوازنده ابتدا با یادگیری رودیمان‌ها کار خود را آغاز می‌کند و با افزودن سرعت و پیچیدگی در فرایند تمرین گام به گام توانایی خود را بهبود می‌بخشد. قیاس مناسب این روش، یادگیری پیانو از طریق یادگیری گام‌ها و آرپج‌ها به جای یادگیری یک آهنگ کامل از ابتدا تا انتهاست.

## واژه‌شناسی

### ضرب تکینه
یک ضربه که موجب تولید یک نت پرکاسیو می‌گردد. ضرب تکینه چهار نوع مختلف دارد.

### ضرب دوتایی
یک ضرب دوتایی شامل دو نت پرکاسیو است که با یک دست نواخته شده‌اند.

### دیدل
یک دیدل (به انگلیسی: Diddle) یک ضرب دوتایی است که با ارزش زمانی جاری یک قطعه هماهنگ است. به عنوان مثال اگر یک پاساژ از نت‌های چنگ در حال اجرا باشد، دیدل هم با همان ارزش زمانی (نت چنگ) اجرا می‌شود.

### پارادیدل
یک پارادیدل متشکل از دو ضرب تکینه و یک ضرب دوتایی است.

### درگ
درگ، یک دوتایی با سرعتی دوبرابر ارزش زمانی جاری یک قطعه است. به عنوان مثال، اگر یک پاساژ از نت‌های چنگ درحال اجرا باشد، آنگاه هر درگ در آن قطعه از نت‌های دولاچنگ تشکیل می‌شود.

### فِلَم
فلم، از دو ضرب تیکنه با دو دست مخالف هم تشکیل شده‌است. نخستین ضرب اغلب آرامتر بوده و با ضربی محکم‌تر، به عنوان ضرب غالب از دست مخالف دنبال می‌شود.

### درام‌رول
درام‌رول‌ها به تکنیک‌های متنوعی گفته می‌شود که برای تولید صدایی پایسته و ممتد از درام‌ست مورد استفاده قرار می‌گیرد.